# Oreoderus gracilicornis
Oreoderus gracilicornis är en skalbaggsart som beskrevs av Renaud Maurice Adrien Paulian 1961. Oreoderus gracilicornis ingår i släktet Oreoderus och familjen Cetoniidae. Inga underarter finns listade i Catalogue of Life.